# Aníbal Pachano
Aníbal Ernesto Pachano Gorostidi (Tostado, 7 de març de 1955) és un coreògraf, actor, ballarí, director i arquitecte argentí. Conjuntament amb la seva ex-muller Ana Sans, va crear el reconegut grup artístic "Botton tap".

## Biografia
El 1966, el seu pare, odontòleg i polític esdevingut cec, va intentar progressar en l'àmbit gastronòmic, però sense èxits. La seva família va fer fallida, i van haver de viatjar a Buenos Aires, on Anníbal va començar a treballar com a cadet. Aquella no seria, però, la primera mudança dels Pachano, ja que, any rere any canviaven d'habitatge.
Als disset anys, va estar a punt de guanyar un concurs de ball al programa "Alta tensión" però va quedar eliminat i això el va frustrar. Llavors, va estudiar arquitectura. En aquesta carrera, va treballar amb Antonio Jantus entre 1974 i 1976, després va ser cap de taller en l'Estudi Kliczkowski-Minond-Natanson-Nevani-Sztulwark i finalment va treballar al costat d'Eduardo Rojkind, fins que va rebre el seu títol d'arquitecte de la Universitat de Buenos Aires el 1980. Llavors, va treballar com a docent de Sistemes de Comunicació Visual III a la UBA, arribant a dissenyar el 1982 una casa al balneari de Cariló.
Als 28 anys es va enamorar d'Ana Sans, una ballarina que va conèixer quan va anar a veure un musical. Va començar a estudiar dansa jazz al mateix estudi que ella i quinze dies després van anar a viure junts. Amb Anna Sans, Aníbal va crear el grup artístic "Botton tap" i va tenir una filla: Sofia.
Al maig de 2010 va revelar que viu amb VIH des del 2000.

## Carrera
Tot i que va començar la seva carrera artística el 1982, va ser l'any 2009 en Showmatch, el programa conduït per Marcelo Tinelli, on va adquirir major popularitat.
És reconegut en la manera de vestir-se, utilitza fracs amb corbata molt acolorits i s'identifica per les seves galeres.
El 2009 crea l'obra de teatre Pour La Gallery.
Periòdicament treballa com panelista convidat en Bendita TV; cicle que condueix Beto Casella.
L'any 2010, torna a participar com a jurat del certamen de Showmatch, Bailando por un sueño 2010 i realitza gires amb la seva obra teatral Pour La Gallery. El dia 27 novembre 2010 Aníbal Pachano va acabar la seva gira pel país, a Còrdova amb Pour La Gallery. Va tornar a reprendre l'obra en la temporada 2011 a Mar del Plata
L'any 2011 va participar de la desfilada del "Mar del Plata Moda Show".